# The Pick, the Sickle and the Shovel
The Pick, the Sickle and the Shovel é um álbum do grupo de rap Gravediggaz, lançado no ano de 1997. Contém 16 faixas, descritas na lista abaixo.

## Lista de faixas
1. Intro
2. Dangerous Mindz
3. Da Bomb
4. Unexplained
5. Twelve Jewelz
6. Fairytalez
7. Never Gonna Come Back
8. Pit of Snakes
9. The Night the Earth Cried
10. Elimination Process
11. Repentance Day
12. Hidden Emotions
13. What's Goin' On?
14. Deadliest Biz
15. Outro